# Japan Cup 2023
30. ročník jednodenního cyklistického závodu Japan Cup se konal 15. října 2023 v japonském městě Ucunomija a okolí. Vítězem se stal Portugalec Rui Costa z týmu Intermarché–Circus–Wanty. Na druhém a třetím místě se umístili Němec Felix Engelhardt (Team Jayco–AlUla) a Francouz Guillaume Martin (Cofidis). Závod byl součástí UCI ProSeries 2023 na úrovni 1.Pro.

## Týmy
Závodu se zúčastnilo 7 z 18 UCI WorldTeamů, 3 UCI ProTeamy, 8 UCI Continental týmů a japonský národní tým. Každý tým přijel na start s šesti závodníky kromě týmů Lidl–Trek, Lotto–Dstny a Team Bahrain Victorious s pěti jezdci. 4 závodníci neodstartovali, na start se tak postavilo 107 jezdců. Do cíle v Ucunomiji dojelo 48 z nich.
UCI WorldTeamy
- Cofidis
- EF Education–EasyPost
- Intermarché–Circus–Wanty
- Lidl–Trek
- Soudal–Quick-Step
- Team Bahrain Victorious
- Team Jayco–AlUla

UCI ProTeamy
- Israel–Premier Tech
- Lotto–Dstny
- Team Novo Nordisk

UCI Continental týmy
- Aisan Racing Team
- JCL Team Ukyo
- Kinan Cycling Team
- Levante Fuji Shizuoka
- Matrix Powertag
- Team Ljubljana Gusto Santic
- Utsunomiya Blitzen
- Victoire Hiroshima

Národní týmy
- Japonsko

## Výsledky
| Pořadí | Jezdec                 | Tým                      | Čas        |
| ------ | ---------------------- | ------------------------ | ---------- |
| 1      | Rui Costa (POR)        | Intermarché–Circus–Wanty | 3h 28' 22" |
| 2      | Felix Engelhardt (GER) | Team Jayco–AlUla         | + 0"       |
| 3      | Guillaume Martin (FRA) | Cofidis                  | + 2"       |
| 4      | Maxim Van Gils (BEL)   | Lotto–Dstny              | + 27"      |
| 5      | Georg Zimmermann (GER) | Intermarché–Circus–Wanty | + 1' 34"   |
| 6      | Riley Sheehan (USA)    | Israel–Premier Tech      | + 1' 34"   |
| 7      | Axel Zingle (FRA)      | Cofidis                  | + 1' 34"   |
| 8      | Lorenzo Rota (ITA)     | Intermarché–Circus–Wanty | + 1' 34"   |
| 9      | Michael Valgren (DEN)  | EF Education–EasyPost    | + 1' 34"   |
| 10     | Julien Bernard (FRA)   | Lidl–Trek                | + 1' 39"   |